# Casault (canton)
Pour les articles homonymes, voir Casault.
Casault est un canton canadien de l'est du Québec situé dans la région administrative du Bas-Saint-Laurent dans la vallée de la Matapédia.  Il fut proclamé officiellement le 7 octobre 1920.  Il couvre une superficie de 20 195 hectares.

## Toponymie
Le toponyme de Casault est en l'honneur de Louis-Napoléon Casault (1822-1908) qui fut député l'Assemblée nationale du Québec et à la Chambre des communes du Canada, juge à la Cour supérieure du Québec et administrateur de la province de Québec.  Le canton partage son toponyme avec le lac Casault, le territoire non-organisé Lac-Casault et la Zec Casault.